# HMS Lowestoft (F103)
La HMS Lowestoft (F103) de la Royal Navy fue una fragata de la clase Rothesay. Fue puesta en gradas en 1958, botada en 1960 y asignada en 1961. Fue descomisionada en 1984 y hundida como objetivo en 1986.

## Historia
La Lowestoft pertenecía a la clase Rothesay, ordenada en 1955, y constituida por otras ocho fragatas: Yarmouth, Brighton, Rothesay, Londonderry, Falmouth, Berwick, Plymouth y Rhyl. Construida por Alex Stephen & Sons Ltd. en Govan, Escocia; fue puesta su quilla el 9 de junio de 1958, botada el 23 de junio de 1960 y asignada el 18 de octubre de 1961.
Tenía una eslora de 2560 t de desplazamiento, 112,7 m de eslora, 12,5 m de manga y 3,9 m de calado; propulsión de dos turbinas de engranajes (potencia 30 000 shp, velocidad 29 nudos); 1 lanzador (1×4) Sea Cat, 2 cañones de 115 mm, 2 cañones de 40 mm, 1 mortero antisubmarino (1×3) y 12 tubos lanzatorpedos de 533 mm.
Fue hundida como barco objetivo en 1986.